# ジョン・アーバスノット (第7代アーバスノット子爵)
第7代アーバスノット子爵ジョン・アーバスノット（英語: John Arbuthnott, 7th Viscount of Arbuthnott、1754年2月25日/10月25日（洗礼日） – 1800年2月27日）は、スコットランド貴族。

## 生涯
第6代アーバスノット子爵ジョン・アーバスノットと2人目の妻ジーン・アーバスノット（Jean Arbuthnott、1786年3月18日没、アレクサンダー・アーバスノットの娘）の次男（長男ロバートは1785年までに死去）として生まれた。
1791年4月20日に父が死去すると、アーバスノット子爵の爵位を継承した。
1800年2月27日にエディンバラで死去、長男ジョンが爵位を継承した。

## 家族
1775年12月27日、イサベラ・グラハム（Isabella Graham、1818年3月4日没、ウィリアム・グラハムの娘）と結婚、下記の子女を儲けた。
- ジョン（1778年 – 1860年） - 第8代アーバスノット子爵
- ヒュー（英語版）（1780年 – 1868年） - 陸軍軍人、生涯未婚
- ウィリアム（1876年没） - 砲兵士官、生涯未婚